# ZIL-157
Le ZIL-157 était un camion militaire produit par ZIL à Moscou de 1958 à 1995. Il succède au ZIS-151, mais en termes de conception, il est issu du ZIL-164. Le véhicule était le modèle standard de l'armée soviétique jusqu'à ce qu'il soit remplacé par le ZIL-131 et l'Ural-375D, plus lourd, en 1979.

## Historique du véhicule
Peu de temps après le début de la production en série du ZIS-151, la révision du ZIS-151 a commencé. Le nouveau projet a reçu le titre ZIS-157. En 1956, deux prototypes avaient été produits, présentant quelques innovations techniques par rapport au ZIS-151. Cela comprenait également des pneus spécialement développés pour ce véhicule, particulièrement résistants à l'usure grâce à l'utilisation de plusieurs couches de matériau. La roue de secours n'était plus montée derrière la cabine du conducteur, mais sous le camion, ce qui permettait de raccourcir le châssis et donc l'ensemble du camion. Un système de contrôle de la pression des pneus a également été installé, ce qui a considérablement amélioré les capacités tout-terrain,.
La production en série débute le 18 septembre 1958 à Moscou. Cependant, au cours de la déstalinisation, l'usine porte désormais le nom de ZIL-157, car l'usine a été rebaptisée "Zavod imeni Stalina" en "Zavod imeni Likhacheva" en 1956. La même année, le camion a remporté un prix au Exposition universelle à Bruxelles.
En 1961, une nouvelle version fut introduite. Le ZIL-157K disposait d'un moteur plus puissant, ainsi que d'une transmission modernisée et améliorée. Ce modèle a été construit jusqu'à l'arrêt de la production à Moscou en 1978. À partir de ce moment, l'Uralski Avtomotorny Zavod (UAmZ) a repris la production du camion. Ici, il a été à nouveau révisé et désigné ZIL-157KD. La charge utile a augmenté de 500 kg pour atteindre cinq tonnes, et trois tonnes de marchandises pouvaient encore être transportées hors route. La production a officiellement duré jusqu'en 1992, même si les véhicules étaient encore assemblés à partir de pièces existantes jusqu'en 1995. Au total, 797 934 camions ZIL-157 ont été produits par les deux constructeurs en 36 ans de construction.
Le ZIL-157 a été largement utilisé avec succès par l’armée soviétique, mais il a également été exporté vers de nombreux pays du bloc de l’Est. Il a également été exporté vers la Corée du Nord, où il est encore utilisé aujourd'hui.
En Union soviétique, le véhicule reçut plusieurs surnoms de la part de la population, dont « Crocodile » en raison de son long capot et de sa calandre caractéristique.

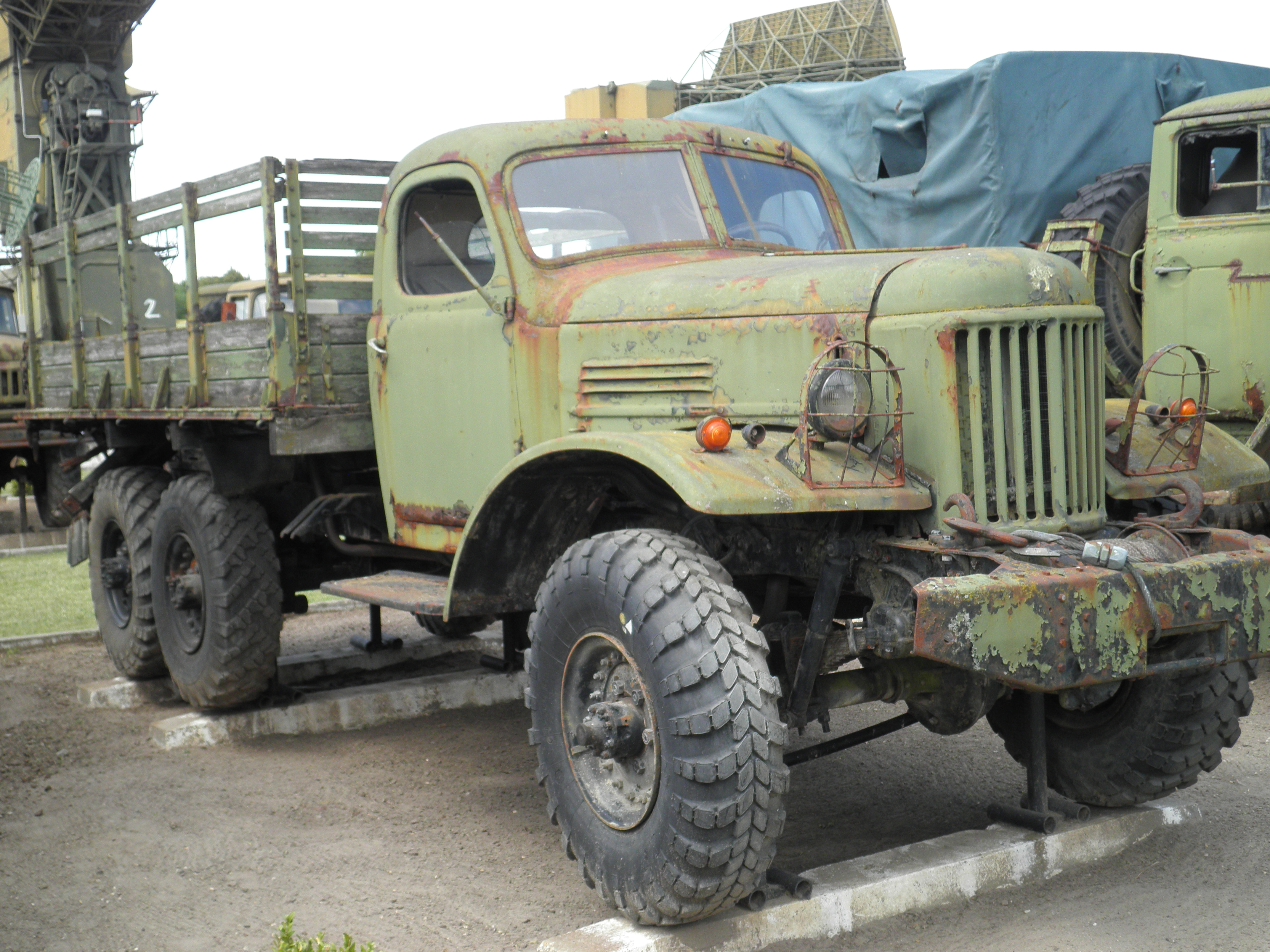
ZIL-157, anciennement utilisé par l'armée hongroise (2011).
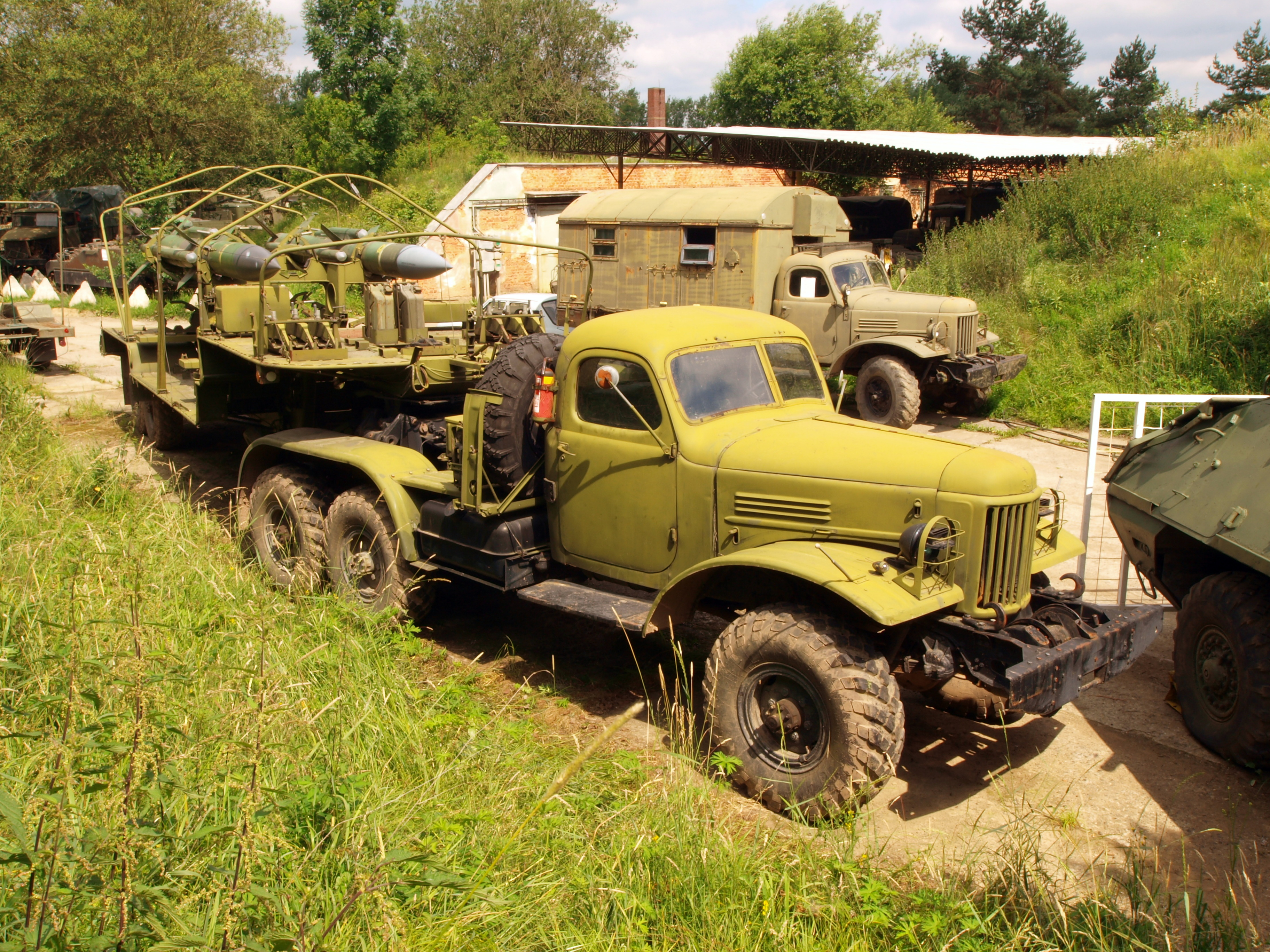
Tracteur ZIL-157V avec semi-remorque pour le transport de fusées (2012). En arrière-plan, un ZIL-157 avec un corps en caisson.
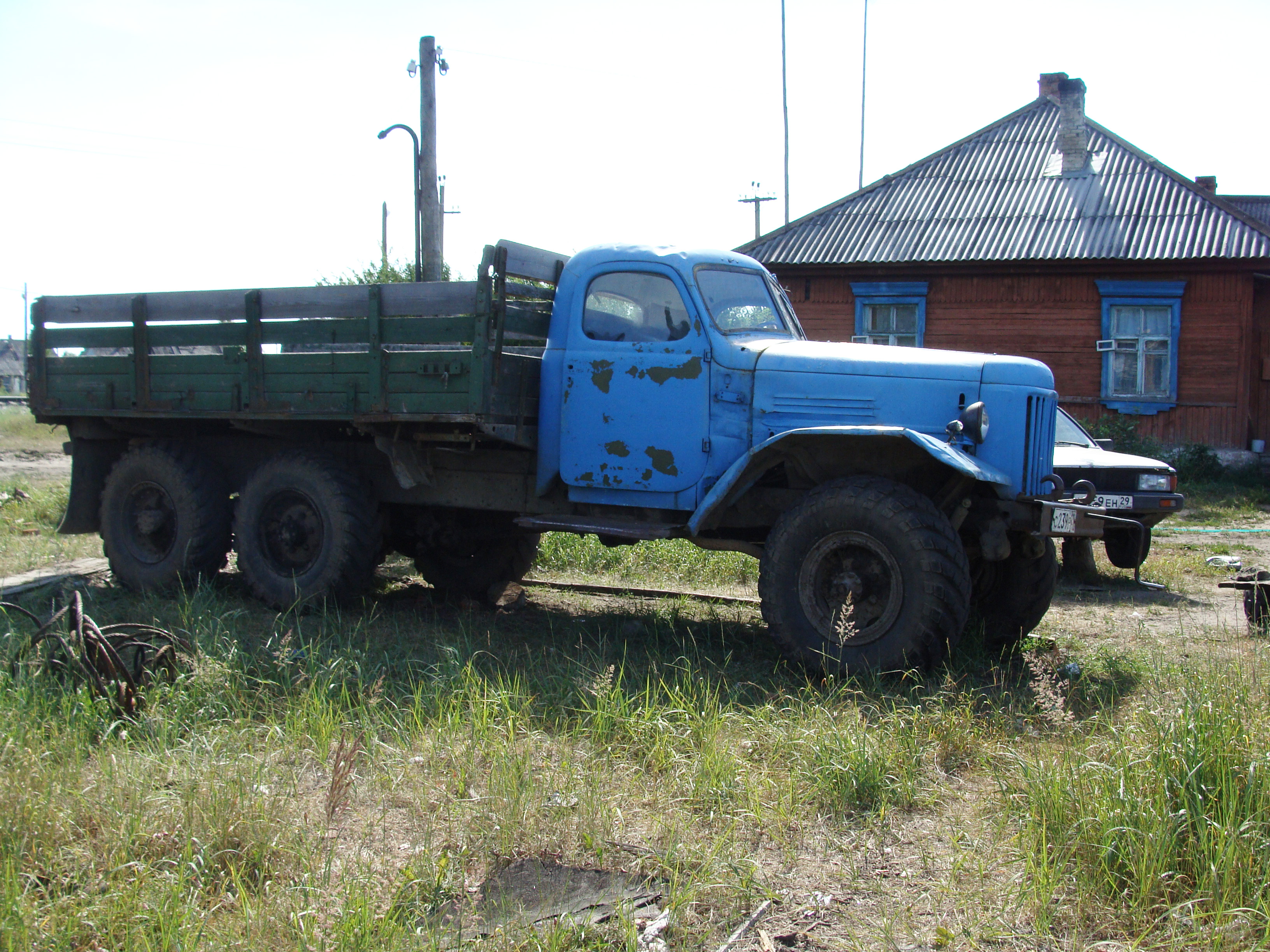
Civil ZIL-157 (2010).
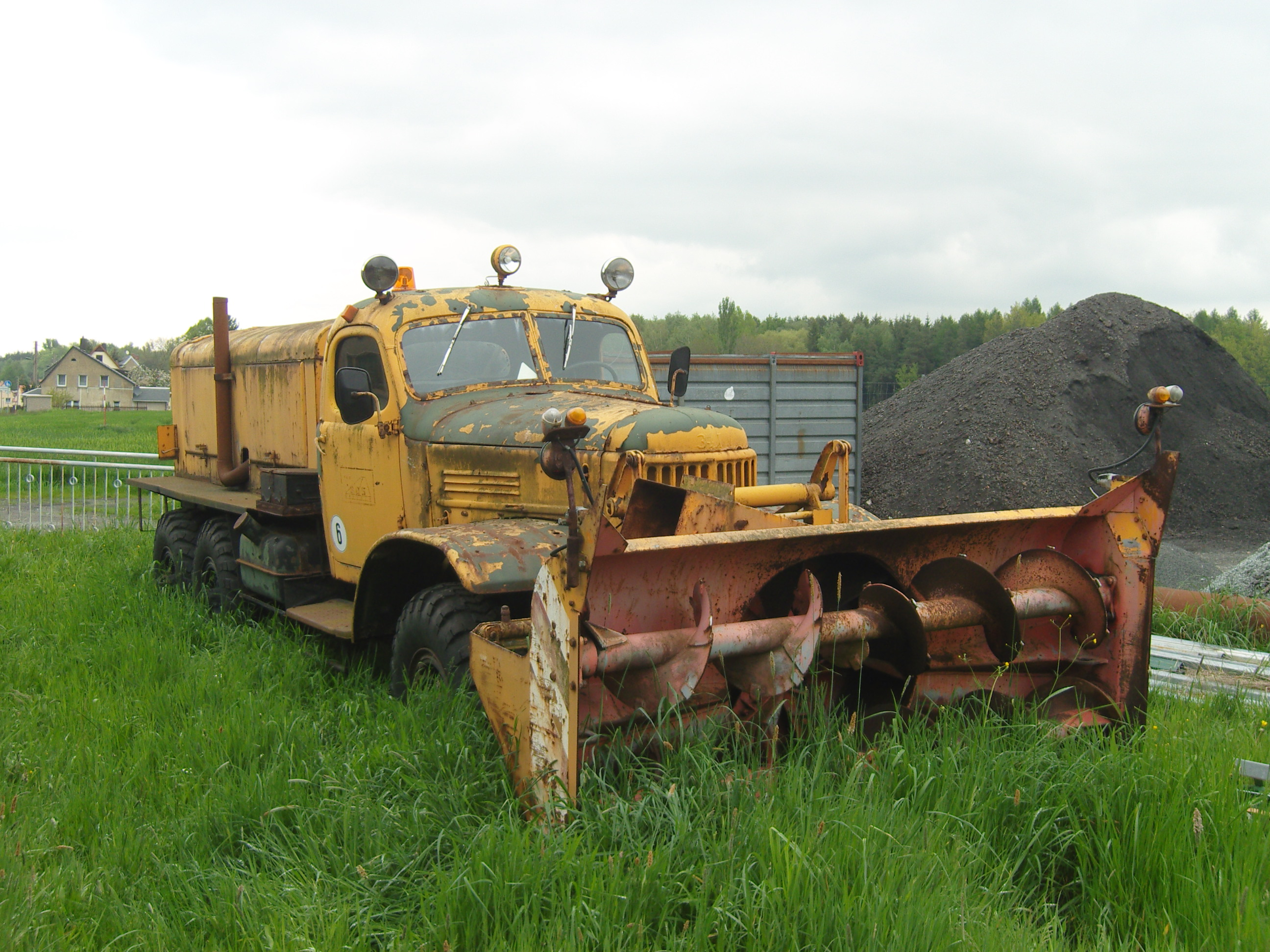
Souffleuse à neige D-470 sur ZIL-157K (2014).
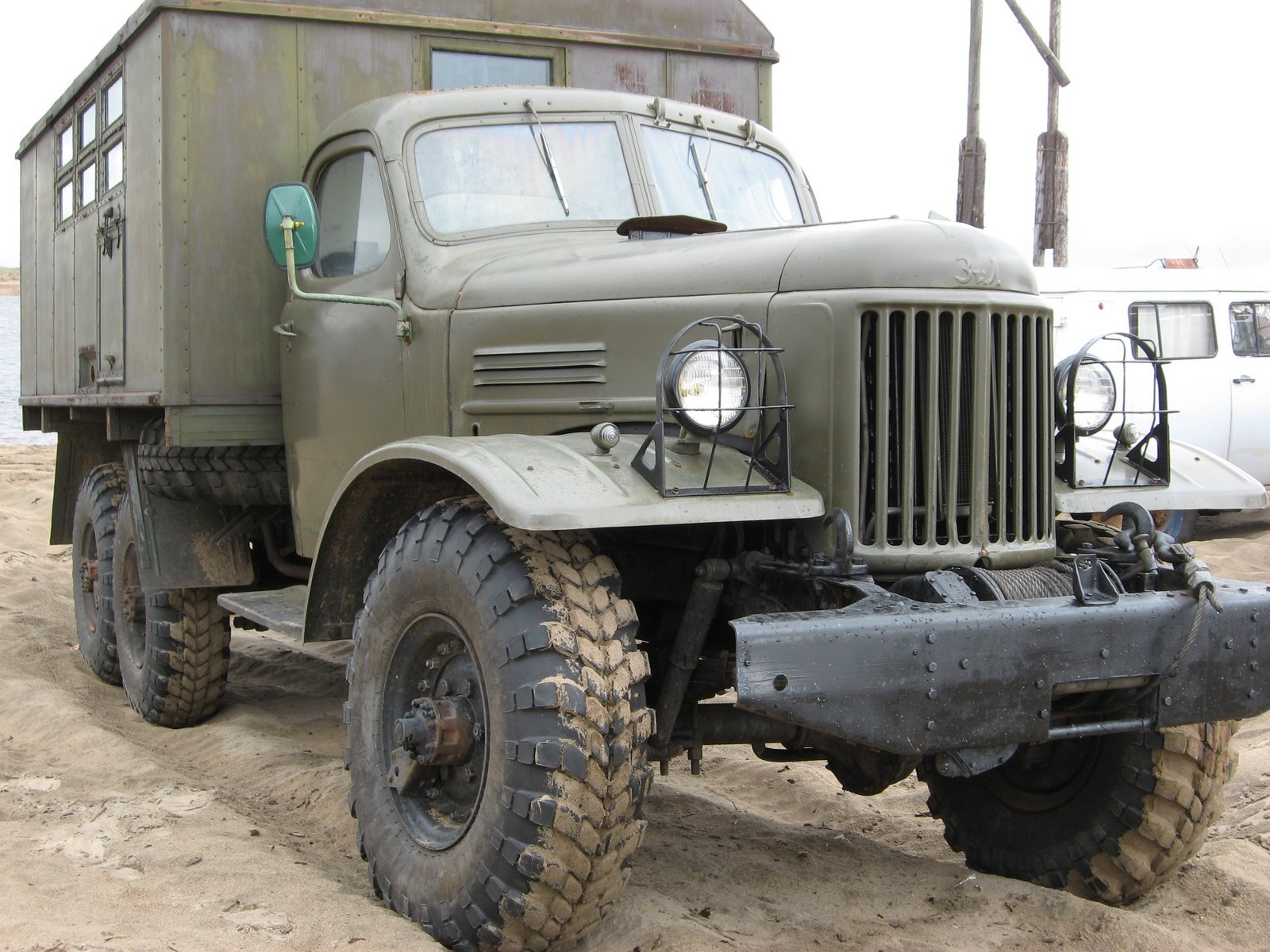
Camion ZIL-157.